# Cmentarz żydowski w Tarnowskich Górach
Cmentarz żydowski w Tarnowskich Górach – zabytkowy żydowski cmentarz wyznaniowy znajdujący się przy ul. Gliwickiej 66 w Tarnowskich Górach, w dzielnicy Śródmieście-Centrum.
Nekropolia została założona przez utworzoną w 1815 roku tarnogórską gminę żydowską. Pierwszy pogrzeb na nowym cmentarzu miał miejsce 17 marca 1822 roku, kiedy to pochowano Markusa Runkla; jego nagrobek zachował się do czasów współczesnych. Cmentarz początkowo zajmował teren o powierzchni ok. 0,18 ha, który z czasem powiększono do obecnych ok. 0,62 ha. W 1894 roku w jego części zachodniej wzniesiono istniejący do dziś dom przedpogrzebowy składający się z trzech segmentów, w których znajdowały się kostnica, pomieszczenie do rytualnego obmywania zwłok (tahara), sala ceremonialna z zachowanymi fragmentami polichromii oraz mieszkanie dozorcy.
Cmentarz obejmuje trzy kwatery, w których zachowało się ok. 450 macew. Najstarsze stele nagrobne wykonane są z piaskowca i zawierają inskrypcje wyłącznie w języku hebrajskim. Młodsze nagrobki nawiązują do form znanych z cmentarzy chrześcijańskich, a treści na nich zapisane są w języku hebrajskim i języku niemieckim lub wyłącznie po niemiecku. Istnieją też dwa nagrobki w języku polskim. Macewy należące do rodzin tarnogórskich mieszczan wykonane są z granitu i marmuru i cechują je bogate formy i zdobienia.
Regularne pochówki Żydów na tarnogórskim kirkucie odbywały się do lat 30. XX wieku. Po II wojnie światowej nekropolia pełniła funkcje cmentarza komunalnego, na którym grzebani byli również ewangelicy. Ostatnie pochówki miały miejsce w latach 70. XX wieku. Opuszczony cmentarz oraz dom przedpogrzebowy z czasem niszczały. W 2010 roku nekropolia stała się własnością starostwa powiatowego w Tarnowskich Górach, a w 2021 roku została wpisana do rejestru zabytków.

## Historia

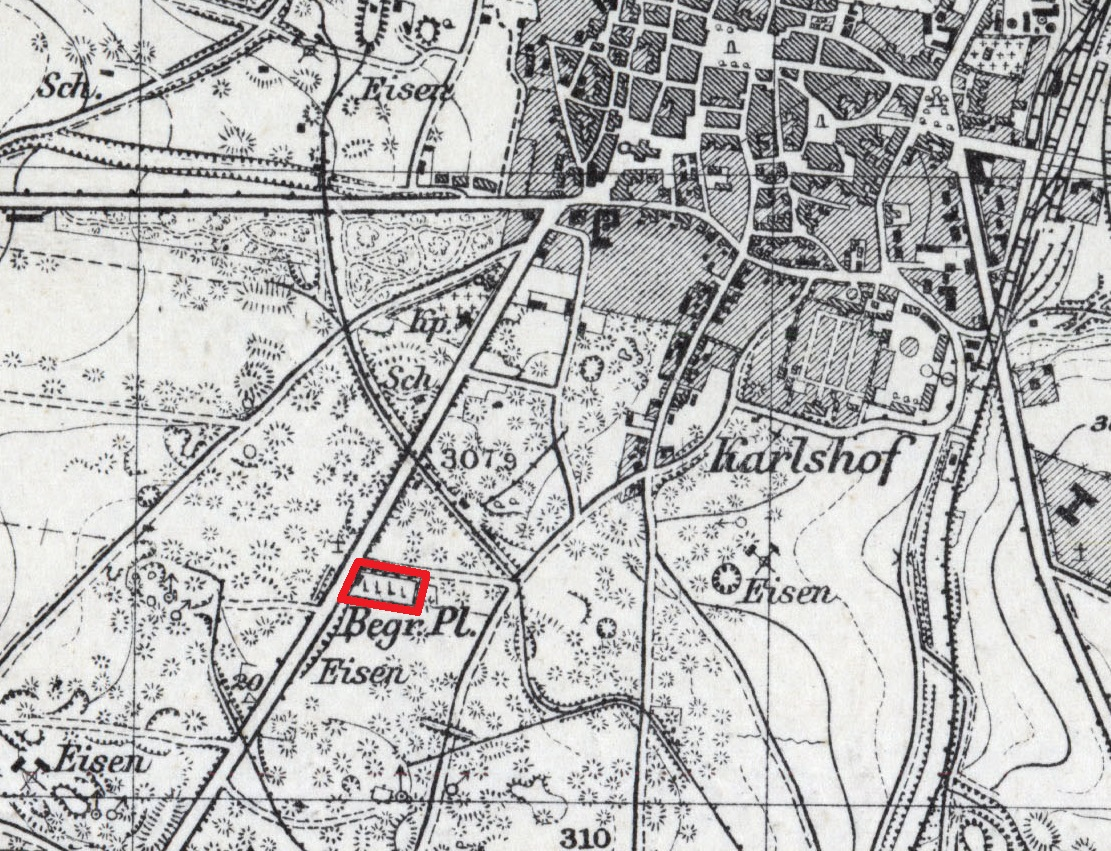
Położenie cmentarza (Begr.Pl.) względem zabudowań miasta na fragmencie niemieckiej mapy z 1926 roku (na podstawie pruskiego Messtischblattu z 1883 roku)

Żydzi w Tarnowskich Górach (niem. Tarnowitz) pojawiali się okazjonalnie już od czasu założenia miasta w XVI wieku. Byli to głównie kupcy z terenów sąsiedniej Rzeczypospolitej, którzy jednak nie mogli się legalnie osiedlać w górnośląskich miastach. Sytuacja Żydów uległa poprawie po zakończeniu wojen śląskich, w wyniku których Śląsk (oprócz Śląska Cieszyńskiego) został utracony przez Habsburgów i przeszedł pod panowanie Prus. Wydany 11 marca 1812 roku przez króla Fryderyka Wilhelma III edykt emancypacyjny zrównywał Żydów w prawach oraz m.in. pozwalał im na osiedlanie się w miastach i zakładanie gmin żydowskich.
Gmina żydowska w Tarnowskich Górach została założona w 1815 roku (początkowo jako filia gminy w Bytomiu). W połowie 1820 roku rozpoczęły się negocjacje w sprawie utworzenia cmentarza dla mieszkańców miasta wyznania mojżeszowego. Zmarli Żydzi z Tarnowskich Gór grzebani byli dotąd na cmentarzach w Bytomiu i Wielowsi. Zarządzenie starosty bytomskiego, hrabiego Carla Traugotta Henckla von Donnersmarcka z 11 lipca 1821 roku umożliwiło założenie nowej nekropolii.

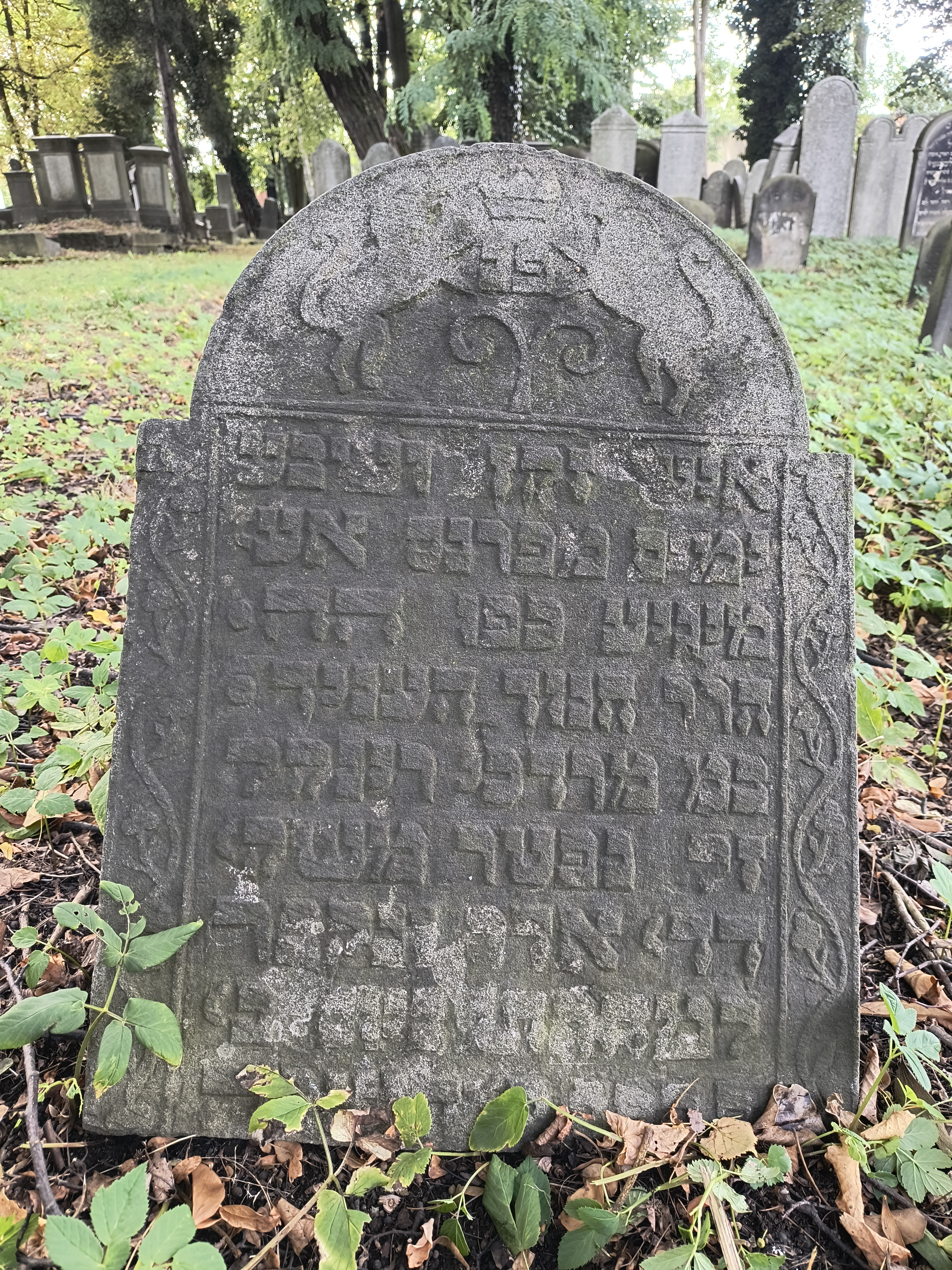
Macewa Markusa Runkla, najstarsza na cmentarzu (zdj. 2024)

Cmentarz, zgodnie z tradycją żydowską, powstał z dala od ówczesnych zabudowań miasta, na terenie jego południowych przedmieść zwanych Lyszczami, przy drodze do Gliwic (Gleiwitzer-Landstrasse, obecnie ul. Gliwicka). Grzebani na nim byli Żydzi zamieszkujący Tarnowskie Góry oraz okoliczne miejscowości: Bobrowniki, Górniki, Kępczowice, Kozłową Górę, Lasowice, Nowe Chechło, Pniowiec, Ptakowice, Repty, Piekary Rudne, Rybną, Stare Tarnowice, Stolarzowice, Suchą Górę i Zbrosławice. Społeczność żydowska z sąsiedniego Miasteczka założyła natomiast własny cmentarz.
Pierwszy pogrzeb na nowej tarnogórskiej nekropolii miał miejsce 17 marca 1822 roku, kiedy to pochowano Markusa Runkla, syna Mordechaja, mieszkańca którejś z pobliskich wsi. Jego nagrobek zachował się do czasów współczesnych. Pierwszą osobą z Tarnowskich Gór, która spoczęła na cmentarzu, była z kolei niespełna dwuletnia Johanna Poppelauer, zmarła 30 lipca 1822 roku.
Nekropolia początkowo zajmowała powierzchnię ok. 0,18 ha, na początku 1878 roku jej teren powiększono do obecnych ok. 0,62 ha. W 1874 roku przy wejściu na cmentarz wybudowano niewielki, składający się z jednego pomieszczenia dom przedpogrzebowy według projektu Adolfa Goerke. Dwadzieścia lat później oddano do użytku nowy, większy budynek z czerwonej cegły i piaskowca, którego projekt sporządził miejski budowniczy, Johannes Kindler.

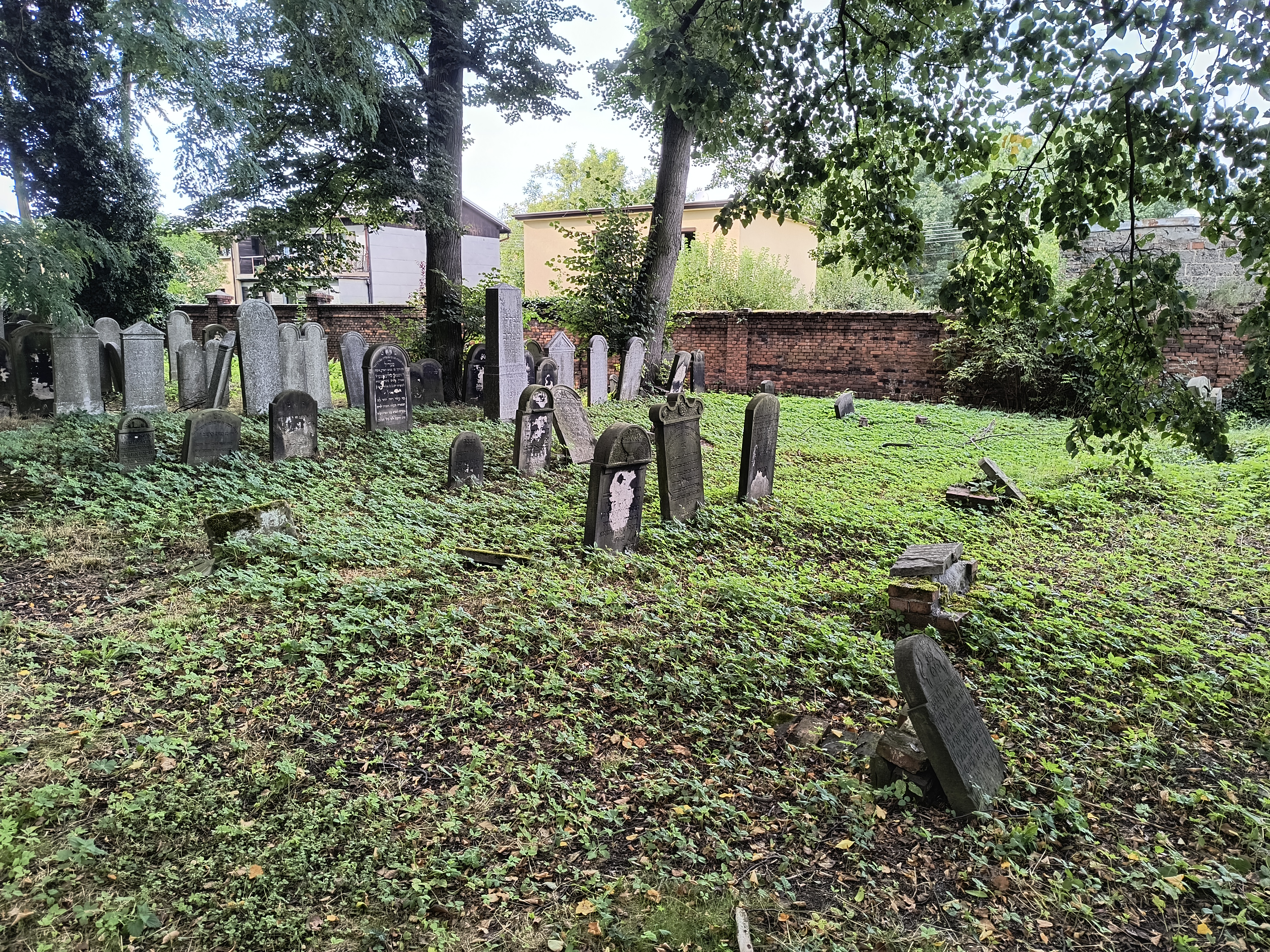
Fragment najstarszej części kwatery północnej (2024)

Pochówki na tarnogórskim cmentarzu żydowskim odbywały się regularnie do lat 30. XX wieku, a ostatnią znaną z nazwiska osobą, która tu spoczęła, był Simon Böhm, zmarły 14 lipca 1938 roku. Kirkut przetrwał II wojnę światową w stanie niemal nienaruszonym (choć istniały niezrealizowane plany poszerzenia jego kosztem drogi do Gliwic), a w 1945 roku stał się własnością Skarbu Państwa i został uznany za cmentarz komunalny. Część kwatery południowej obiektu przeznaczono na pochówki protestantów, gdyż po wojnie cmentarz ewangelicki w Tarnowskich Górach został zamknięty. W latach 70. XX wieku zaprzestano pochówków zupełnie. Opuszczona nekropolia zaczęła popadać w ruinę, a wiele macew zostało zniszczonych lub skradzionych. Dom przedpogrzebowy natomiast wykorzystywany był przez różne przedsiębiorstwa komunalne jako magazyn.

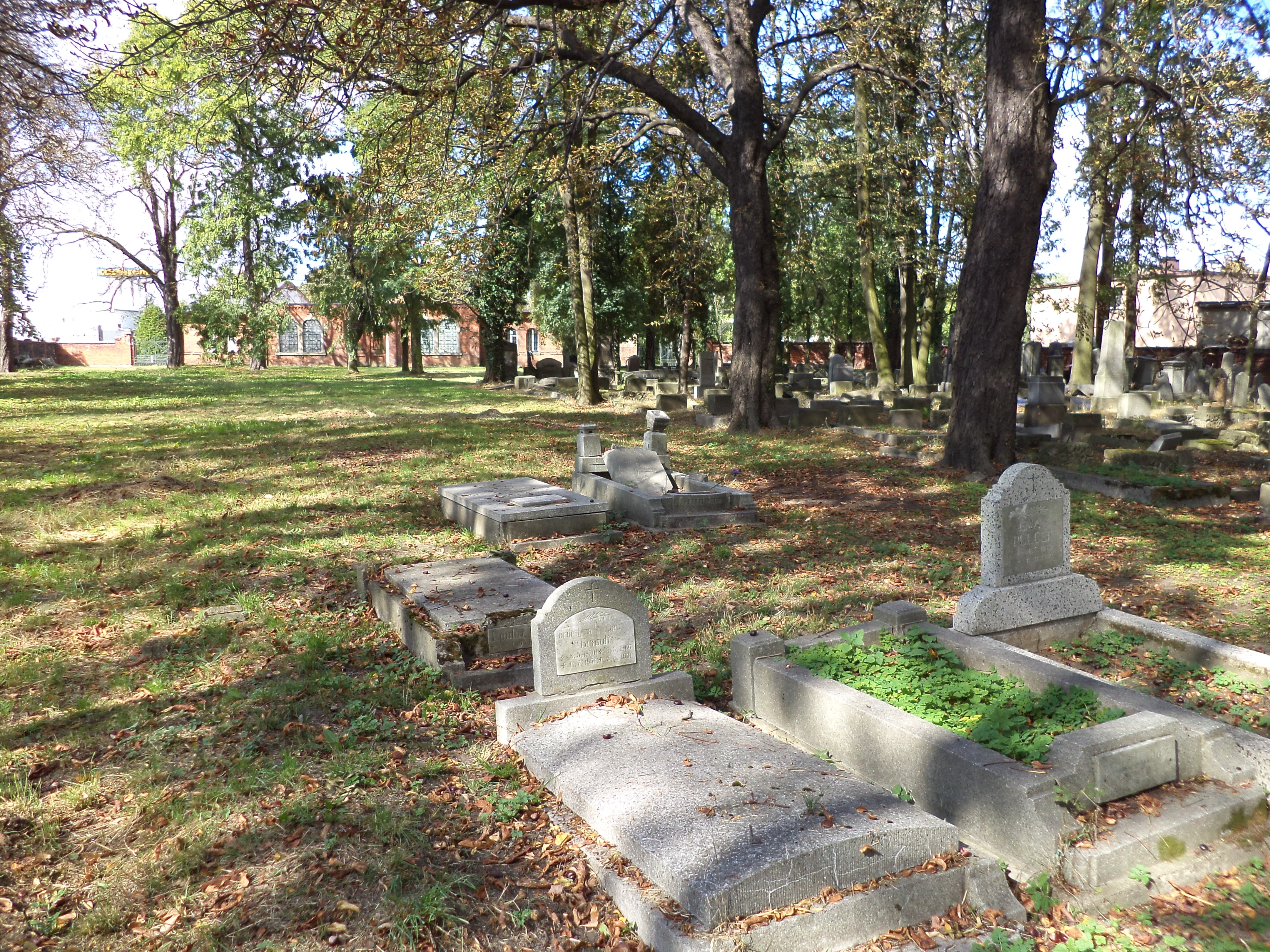
Kwatera południowa z pochówkami ewangelickimi (2018)

W latach 1982–1998 opiekę nad cmentarzem sprawowało Stowarzyszenie Miłośników Ziemi Tarnogórskiej (SMZT). Obiekt zabezpieczono, a w wyremontowanym domu przedpogrzebowym zamieszkał dozorca (wykwaterowany w 2006 roku). W części pomieszczeń SMZT przechowywało sprzęt i rekwizyty wykorzystywane podczas organizowanych corocznie Dni Gwarków. W 2007 roku ze względu na zły stan techniczny dach nad główną salą ceremonialną został rozebrany.
W czerwcu 2010 roku cmentarz stał się własnością starostwa powiatowego w Tarnowskich Górach, a rok później opiekę nad nekropolią powierzono Tarnogórskiej Fundacji Kultury i Sztuki. W 2020 roku zawiązało się stowarzyszenie Gliwicka 66, które także zajmuje się ochroną cmentarza, udostępnia go zwiedzającym oraz prowadzi działalność kulturalną, naukowo-badawczą i edukacyjną.
7 stycznia 2021 roku cmentarz wraz z domem przedpogrzebowym oraz ogrodzeniem został wpisany do rejestru zabytków nieruchomych województwa śląskiego (nr rej. A/742/2021). Obiekt figuruje również w gminnej ewidencji zabytków miasta Tarnowskie Góry. W 2023 roku wyremontowano mur otaczający cmentarz.

## Opis

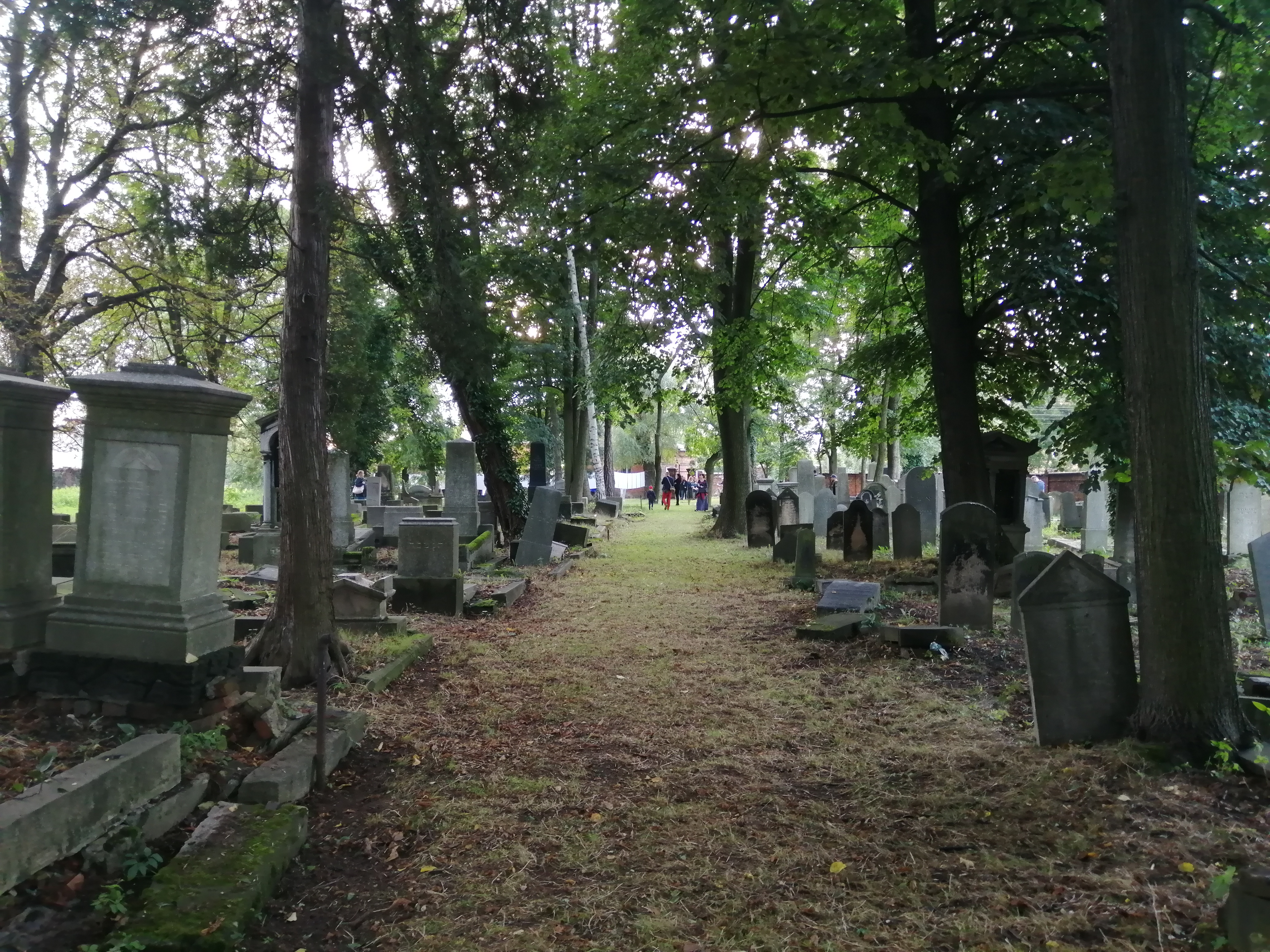
Główna aleja cmentarna, widok w kierunku zachodnim (2021)

Cmentarz żydowski w Tarnowskich Górach zajmuje działkę w kształcie wydłużonego trapezu prostokątnego o powierzchni ok. 6200 m² (lub 6774 m²) położoną w południowej części dzielnicy Śródmieście-Centrum. Od zachodu graniczy z ulicą Gliwicką, zaś z pozostałych stron otoczona jest działkami z zabudową mieszkaniową jednorodzinną. Cmentarz okala mur z czerwonej cegły i kamienia, w którego części zachodniej znajdują się dwie żeliwne bramy wjazdowe z furtkami. Również po stronie zachodniej znajduje się dom przedpogrzebowy, wybudowany w 1894 roku, stanowiący dominantę krajobrazową założenia.
Nekropolia składa się z trzech kwater oddzielonych od siebie dwiema szerokimi alejami, które biegną przez całą długość cmentarza na osi wschód-zachód. Najstarsza jest kwatera północna, w której zmarłych chowano od założenia nekropolii w 1822 roku aż do początku XX wieku. Obejmuje ona 29 rzędów grobów oraz wydzieloną część dziecięcą. Przez fragment kwatery północnej przebiega niewielka ścieżka rozdzielająca ją na dwie części. Kwatera środkowa użytkowana była przez około 40 lat (od lat 80. XIX wieku do lat 20. XX wieku) i obejmuje 25 rzędów po 12 mogił, jeden rząd z 16 grobami oraz nagrobek rabina Leviego Emmricha. W kwaterze południowej zmarłych chowano od lat 20. aż do końca lat 30. XX wieku i znajdują się tam tylko dwa rzędy grobów żydowskich oraz kilka powojennych pochówków ewangelickich.

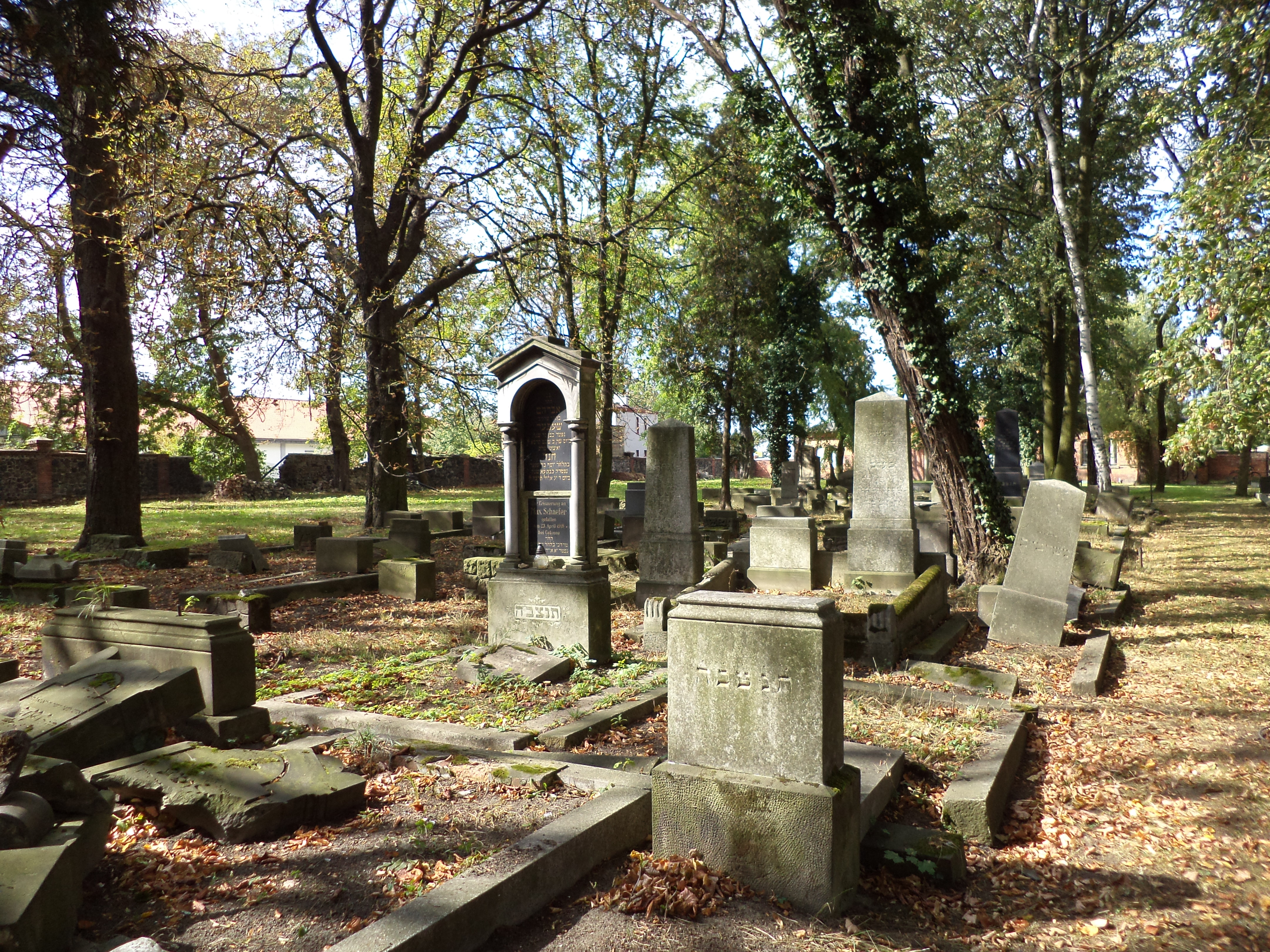
Fragment kwatery centralnej (2018)

Pochówki w każdej z kwater rozpoczynano od strony wschodniej, a groby ustawiano w regularnych rzędach. Zmarli grzebani byli chronologicznie; ich status społeczny czy zamożność nie miały wpływu na miejsce pochówku (choć istniała możliwość rezerwacji miejsc). Ciała zmarłych składane były twarzą w kierunku wschodnim. Pola grobowe osób dorosłych mają długość ok. 2 m i szerokość ok. 1 m, a nagrobki są na nich ustawione na węższych krawędziach od strony zachodniej.
Najstarsze macewy wykonane są z piaskowca i mają tradycyjny prostokątny kształt zwieńczony trójkątem lub półkolem. Na nagrobkach znajdują się inskrypcje wykonane w rycie wklęsłym lub wypukłym, nad którymi znajdują się ozdobne płaskorzeźby z typową żydowską symboliką (m.in. z wizerunkiem misy, dzbana, złamanej świecy, złamanej rośliny czy lwów podtrzymujących Koronę Tory). Lica najstarszych stel, z treścią wyłącznie w języku hebrajskim, zwrócone są na wschód.
Z czasem żydowskie nagrobki coraz bardziej upodabniały się do tych znanych z cmentarzy chrześcijańskich i miały formę obelisków na postumentach oraz monumentalnych i bogato zdobionych portali bądź kolumn wykonanych z granitu lub marmuru. Nagrobki z drugiej połowy XIX wieku mają inskrypcje po obu stronach płyty – hebrajskie po stronie wschodniej, a w języku niemieckim po stronie zachodniej, natomiast na przełomie XIX i XX wieku treści na macewach zapisywane były już tylko w języku niemieckim, co świadczyło o wysokim stopniu asymilacji miejscowych Żydów z kulturą Prus. Na cmentarzu znajdują się również dwa nagrobki z napisami w języku polskim – zmarłego w 1916 roku Marcina Schaefera oraz Heleny Schaefer, która zginęła w 1943 roku w obozie koncentracyjnym Auschwitz-Birkenau.
Do czasów współczesnych zachowało się ok. 450 macew, z czego 241 w pierwotnym układzie. Inwentaryzacje nagrobków przeprowadzane były w latach 1982, 2012, 2017 i 2021. Do najcenniejszych zaliczane są te z pierwszej połowy XIX wieku oraz te należące do przedstawicieli rodzin zamożnych mieszczan, odgrywających ważną rolę w historii Tarnowskich Gór – Cohnów, Panofskych, Böhmów, Blochów, Feigów, Schaeferów, Noherów i Moellerów. Pochodzący z tarnogórskiej nekropolii, mający kształt poduszki, nagrobek zmarłej 27 kwietnia 1889 roku Marie Berliner znajduje się w Muzeum w Tarnowskich Górach, gdzie jest prezentowany na wystawie stałej.
Na cmentarzu zachował się starodrzew, częściowo porośnięty przez bluszcze.

Wybrane nagrobki z cmentarza żydowskiego w Tarnowskich Górach
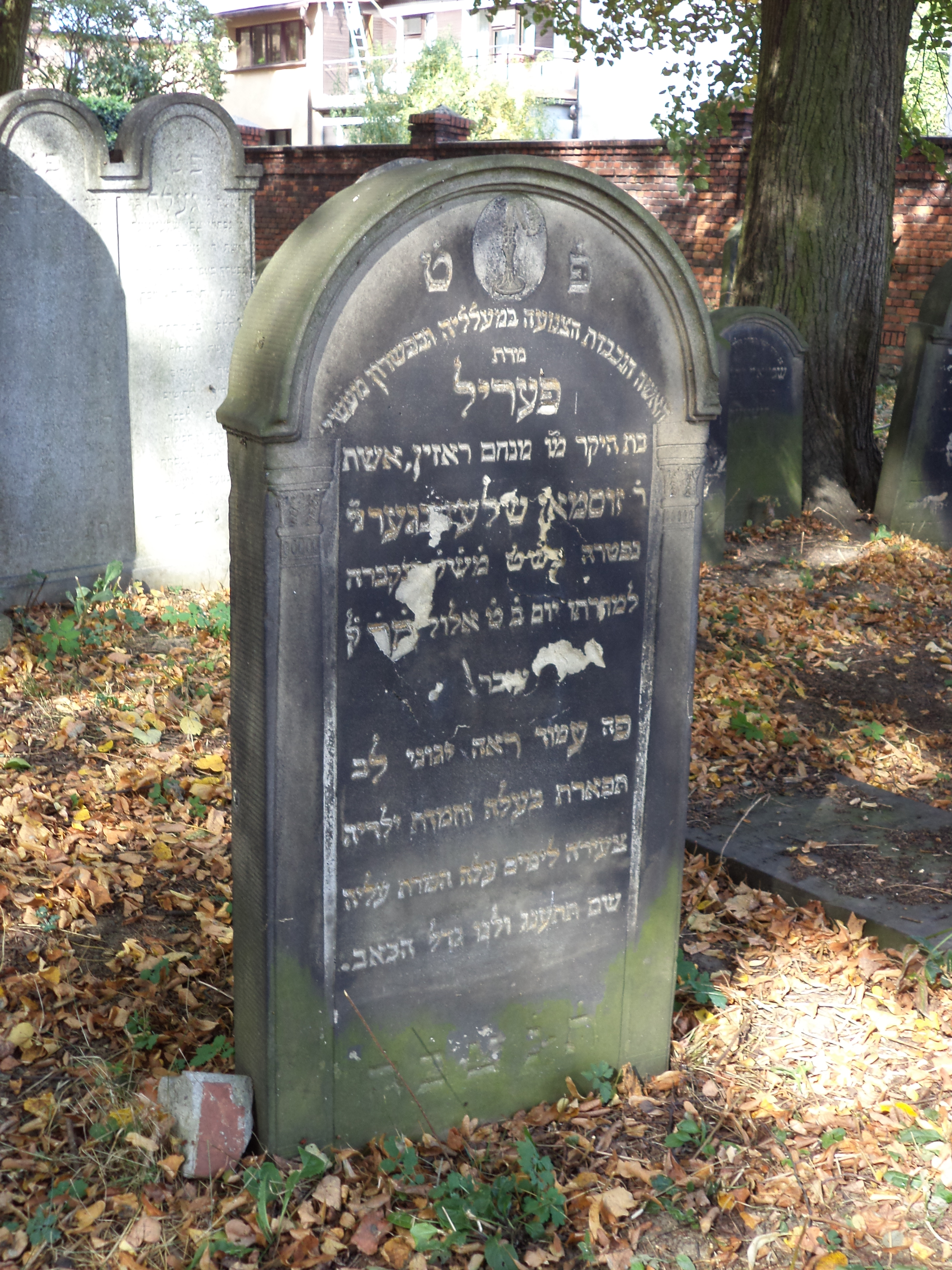
Nagrobek Perli Schlesinger z 1840 roku
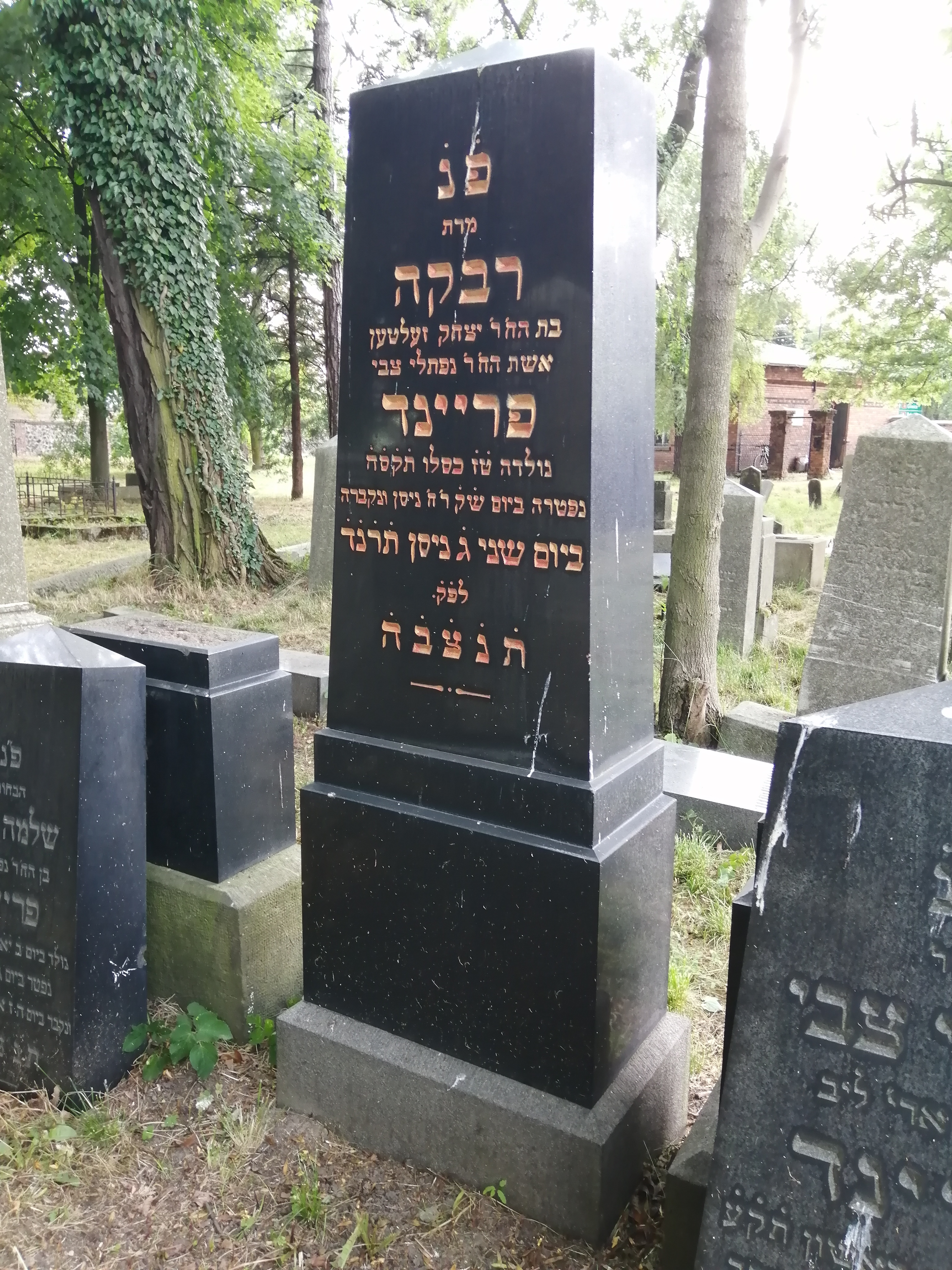
Nagrobek Rebecki Freund z 1865 roku, strona wschodnia
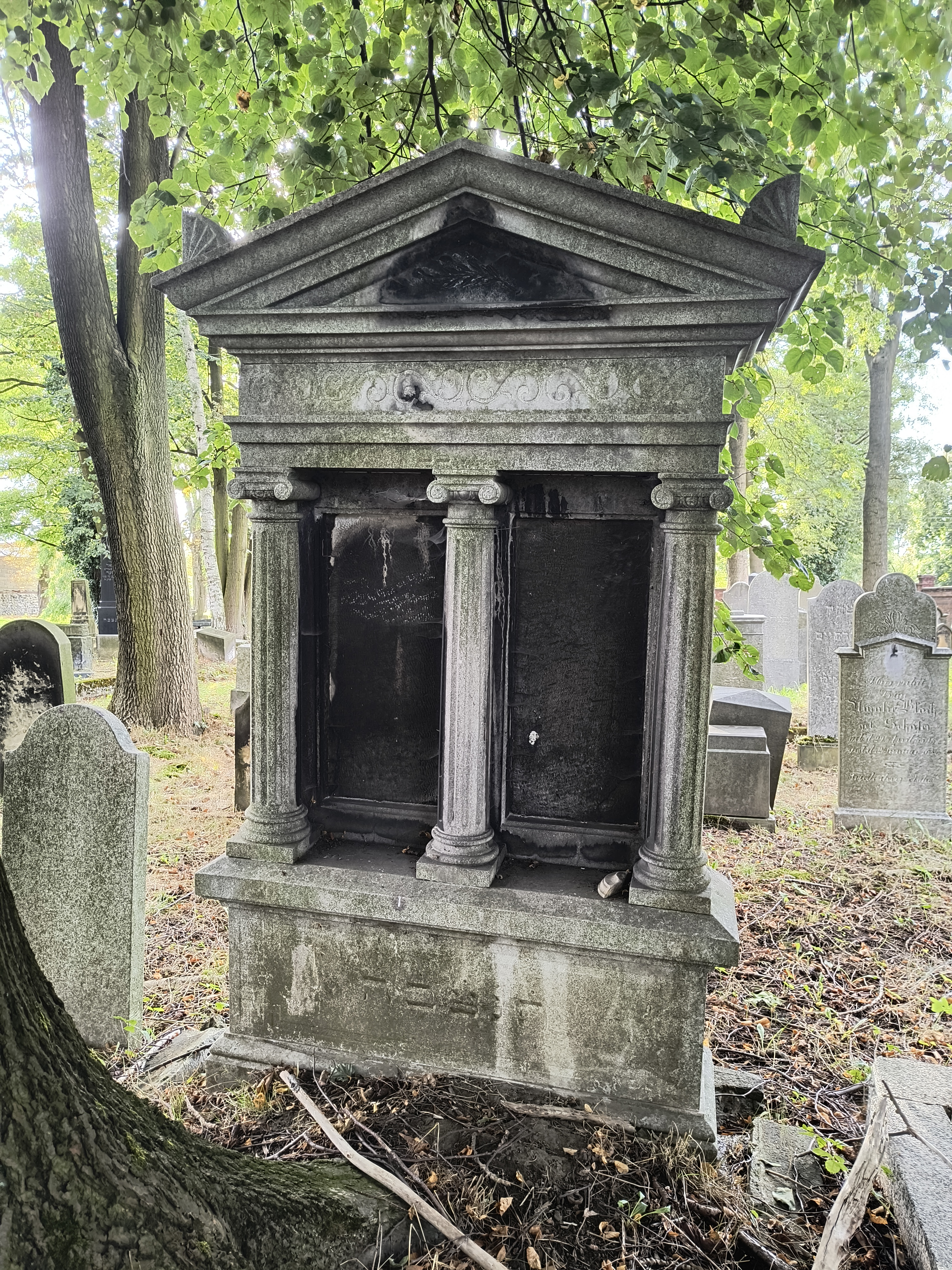
Nagrobek Minny i Leopolda Panofskych z 1868 roku
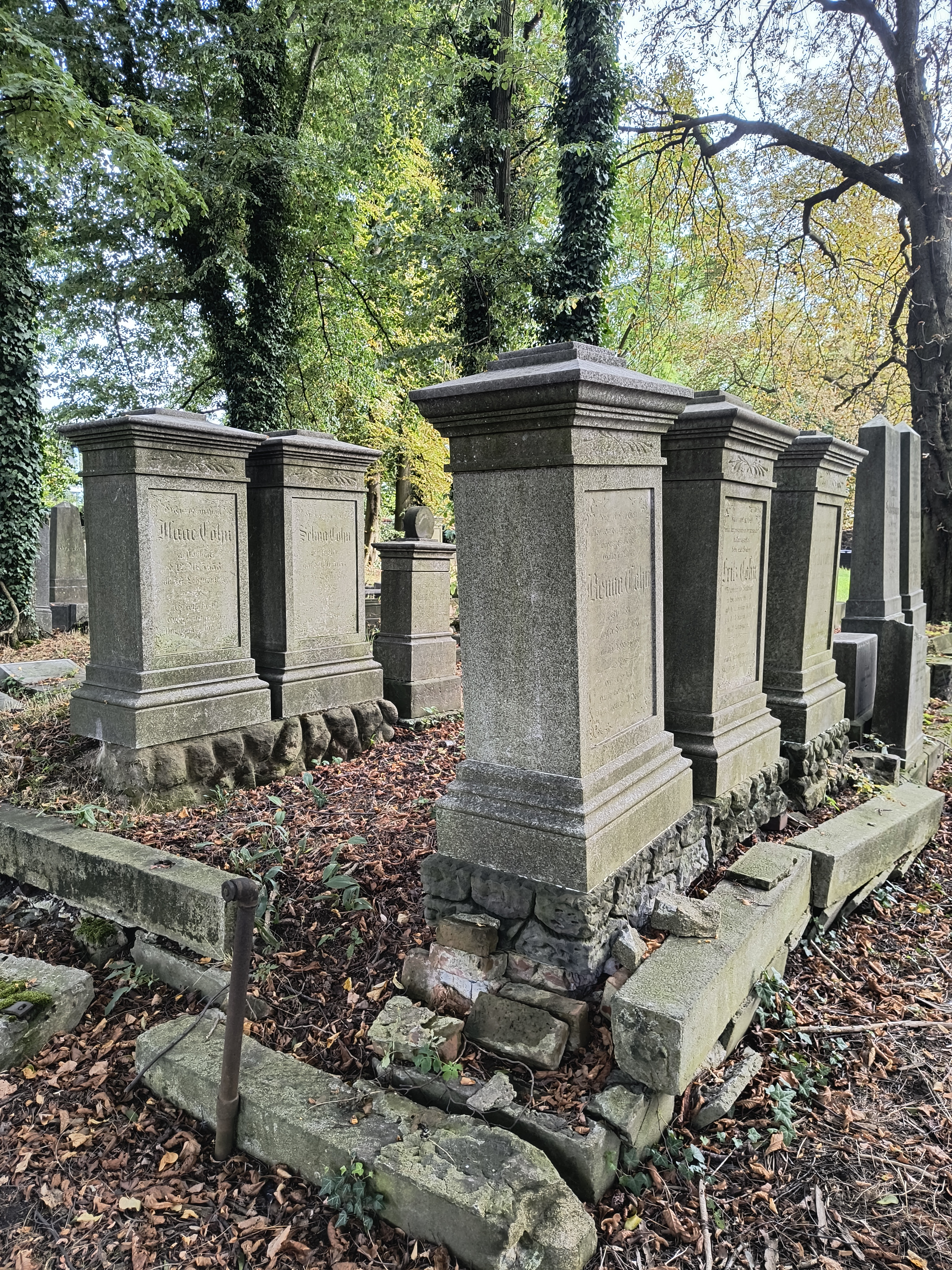
Macewy rodziny Cohn z lat 90. XIX wieku
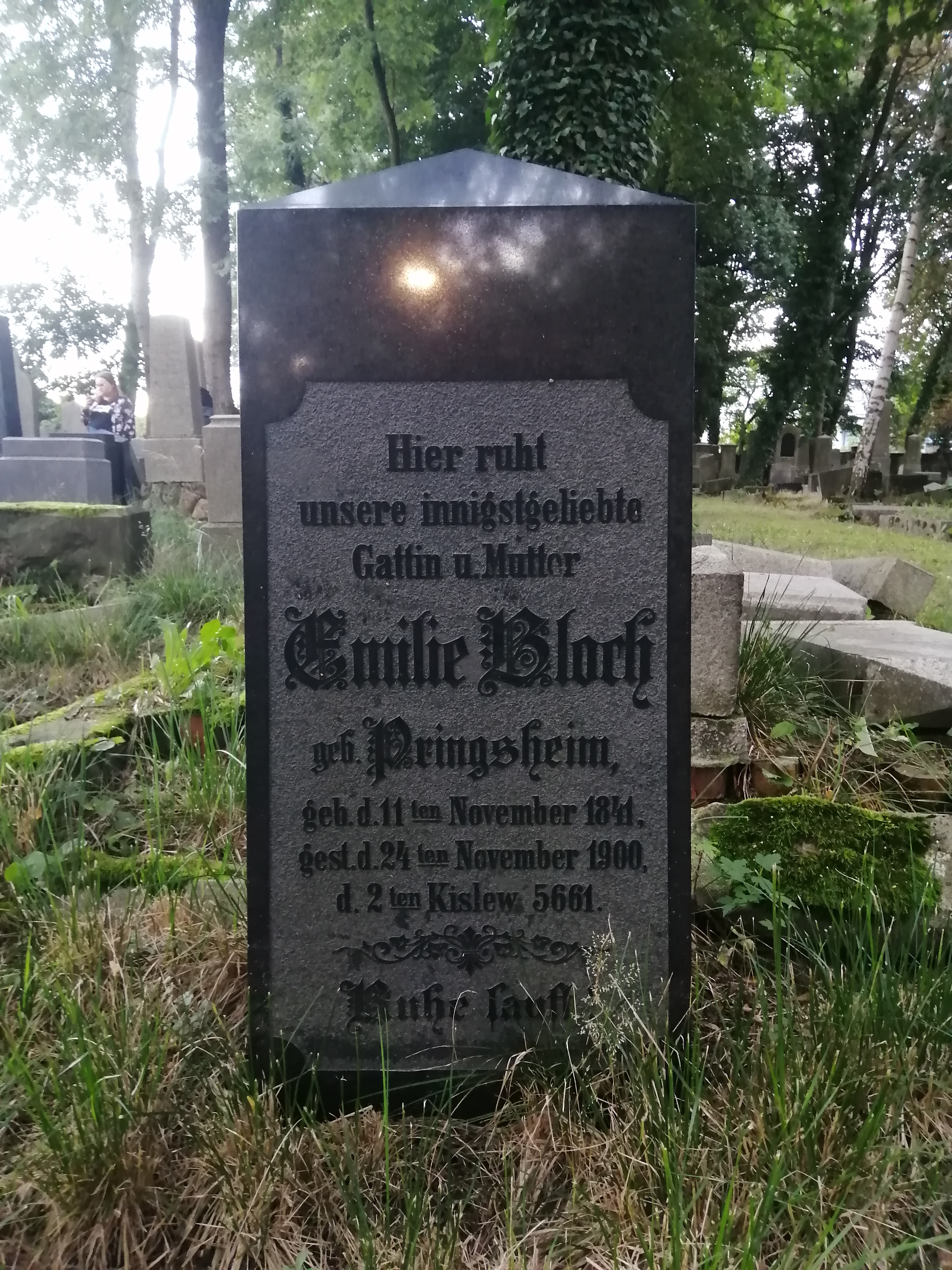
Nagrobek Emilie Bloch z 1900 roku
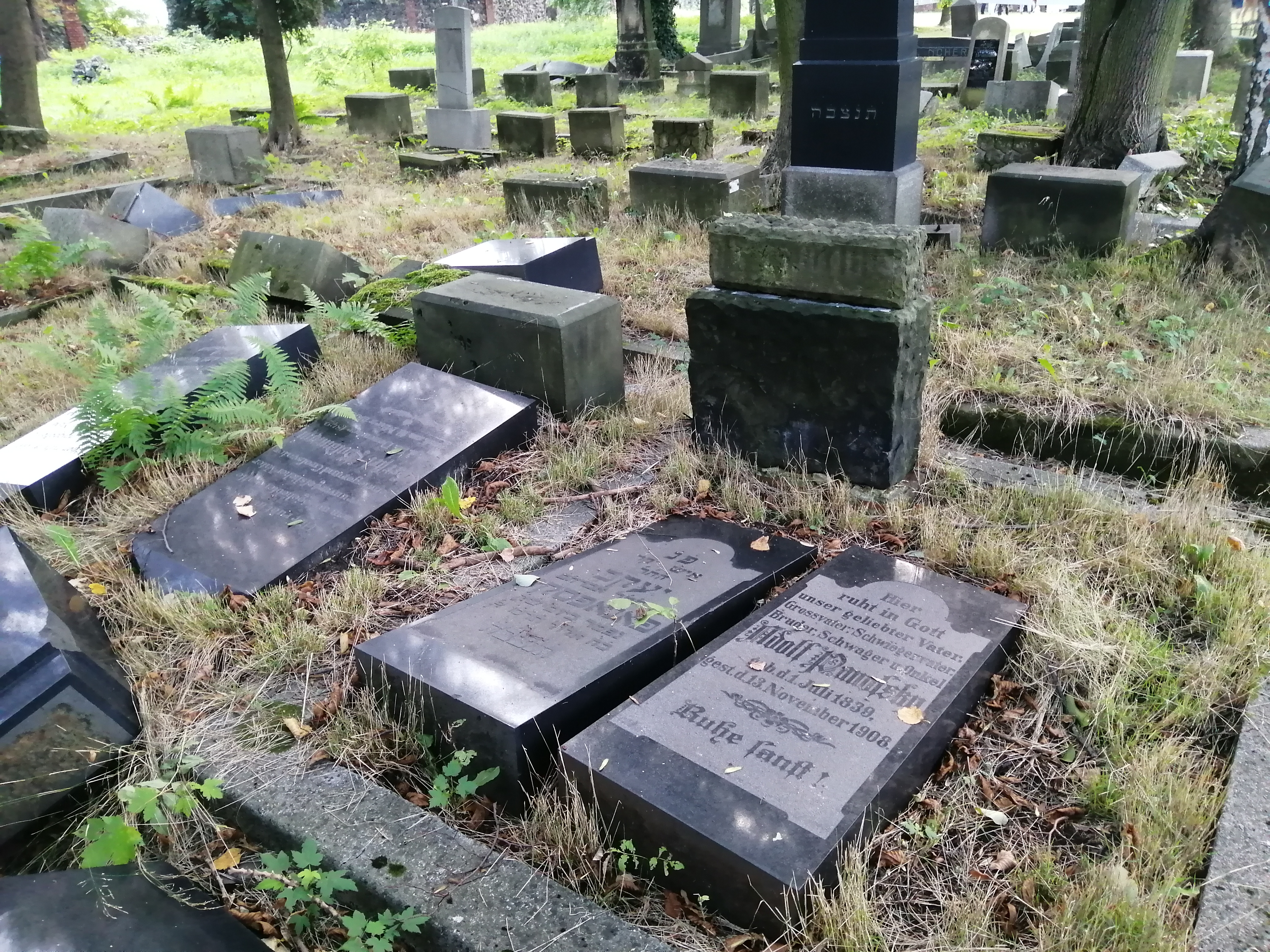
Wywrócone nagrobki członków rodziny Panofsky z 1908 i 1910 roku
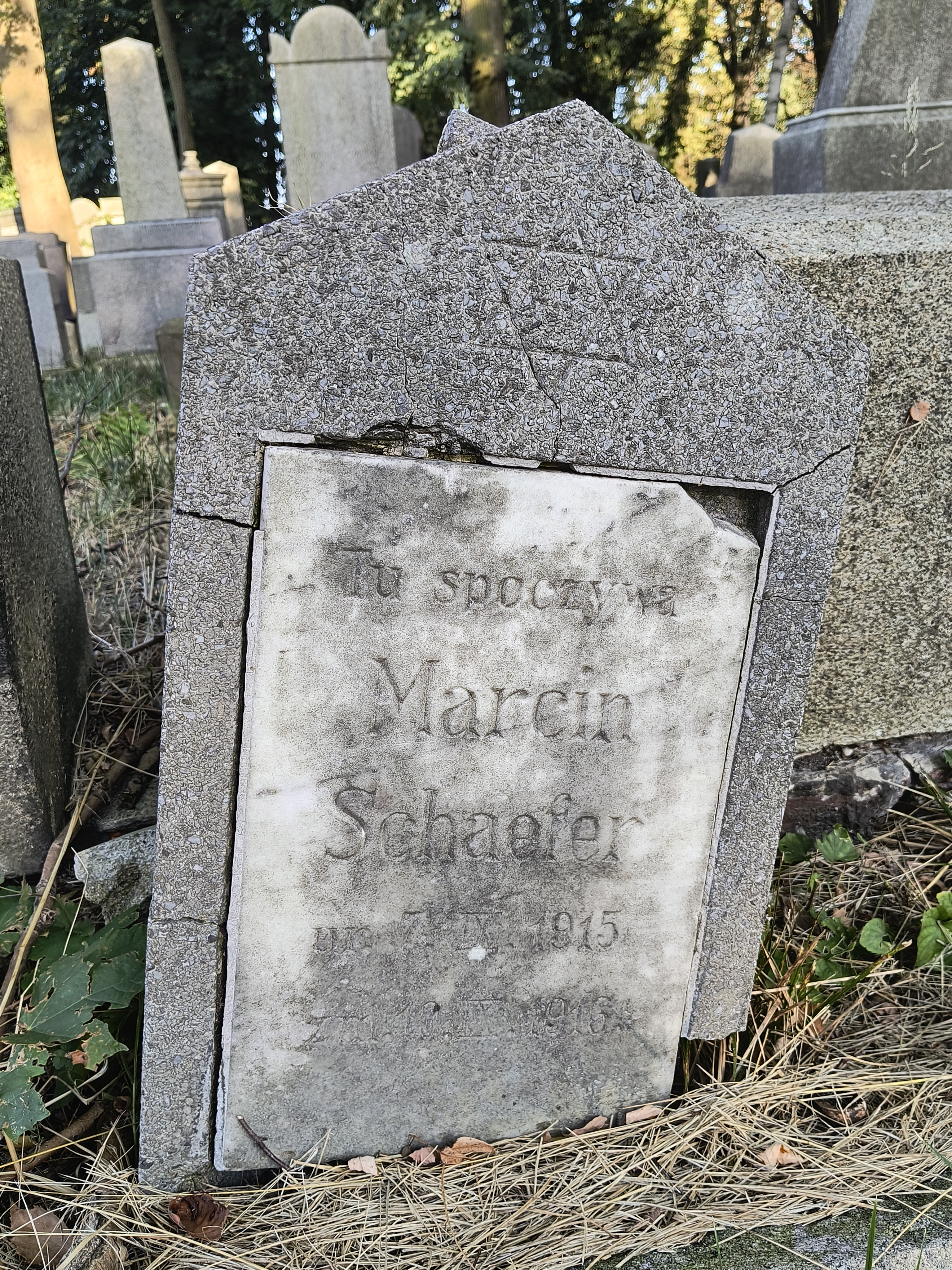
Nagrobek Marcina Schaefera z 1916 roku
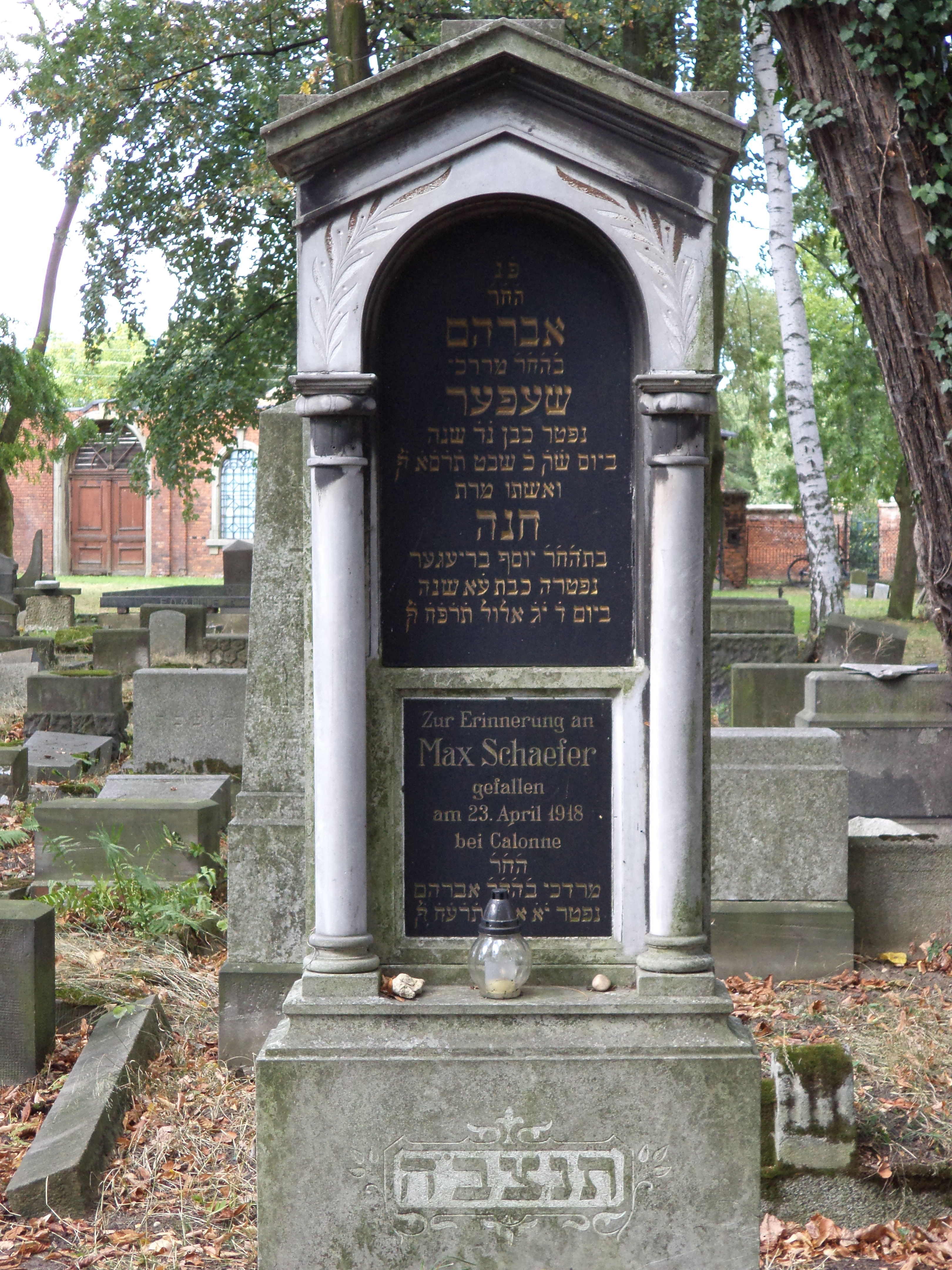
Nagrobek Maxa Schaefera z 1918 roku
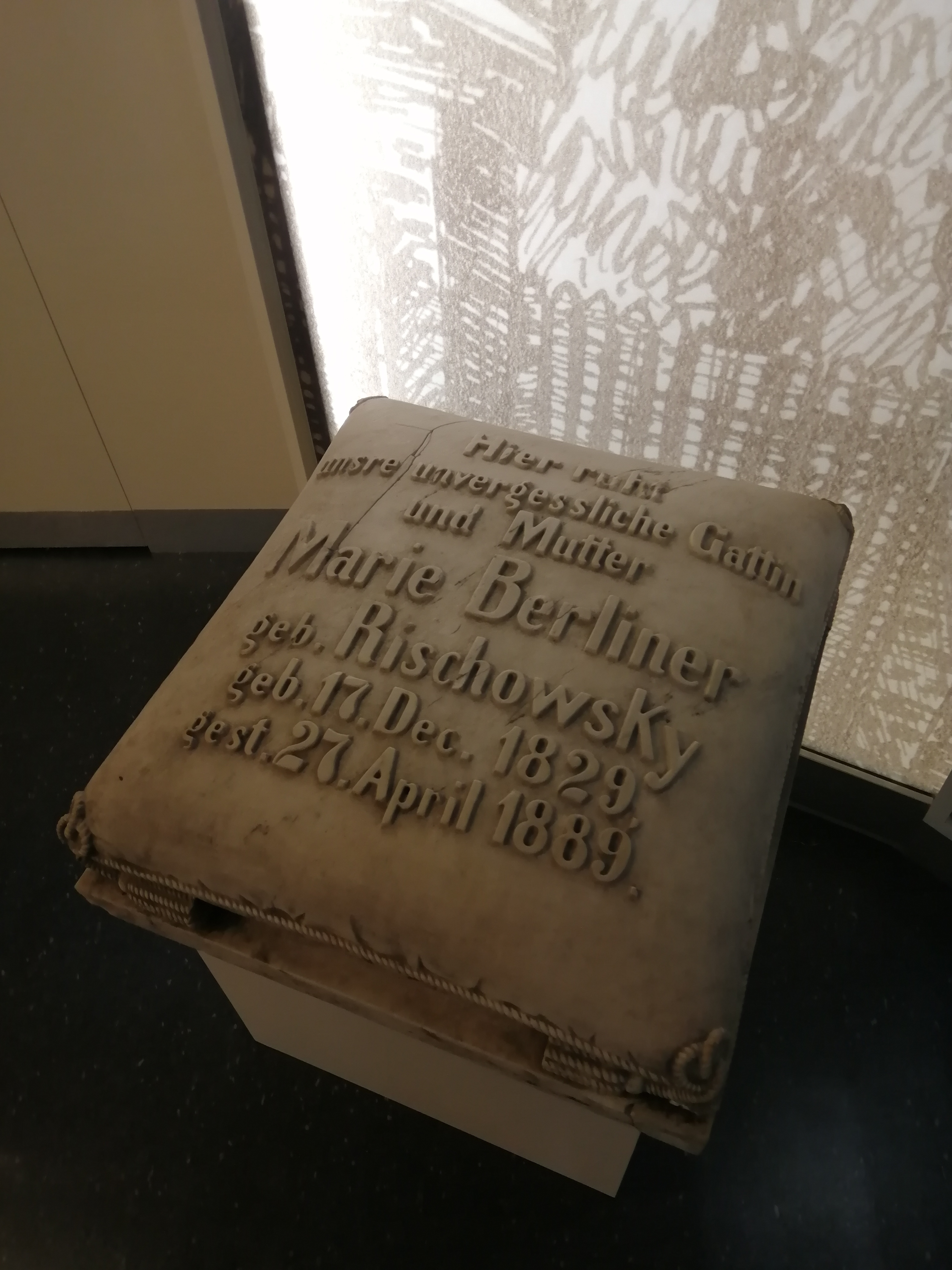
Nagrobek Marie Berliner z 1889 roku, w zbiorach Muzeum w Tarnowskich Górach

## Dom przedpogrzebowy

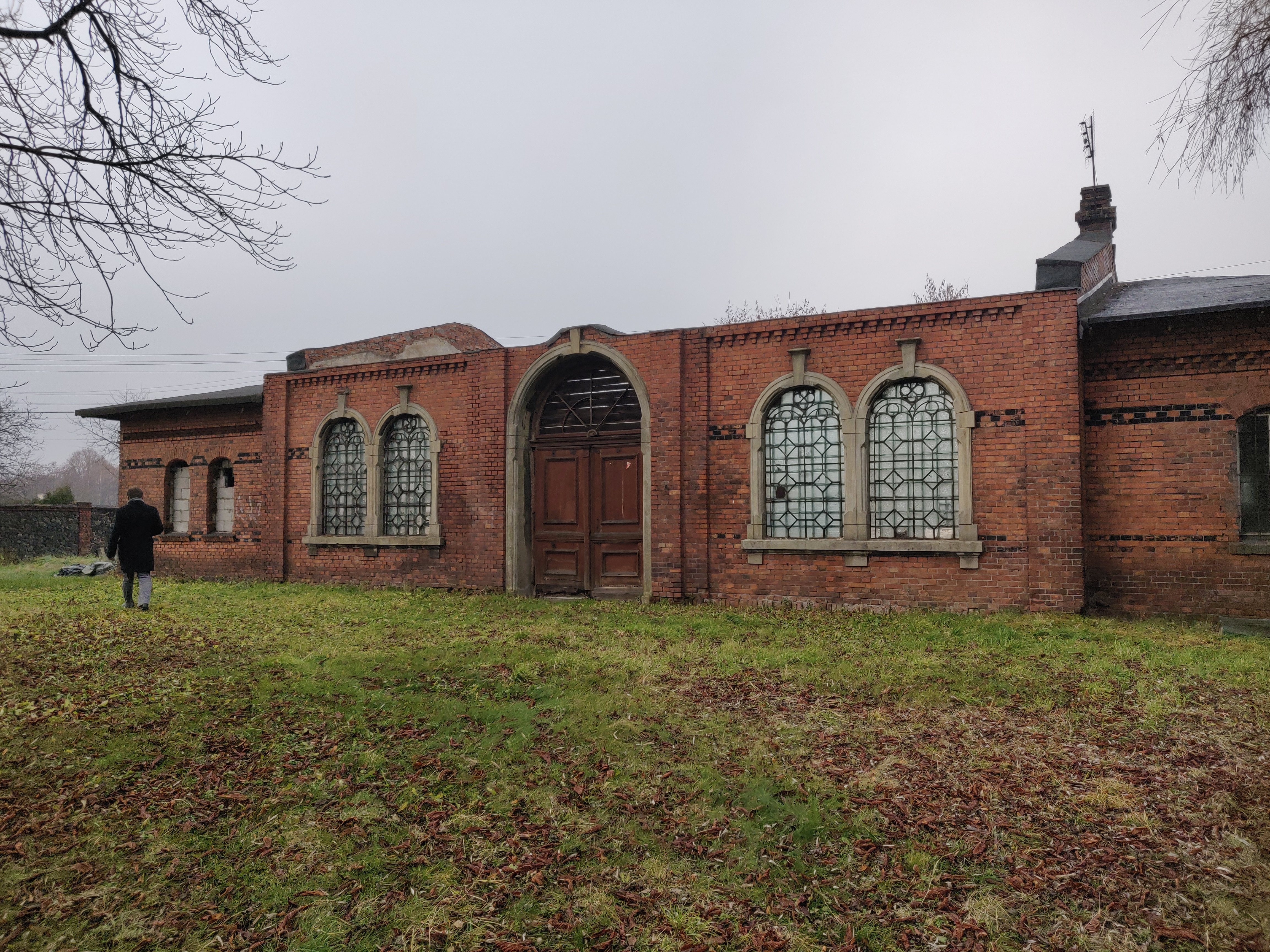
Dom przedpogrzebowy, widok od strony wschodniej (2021)

Dom przedpogrzebowy znajduje się przy wejściu na teren cmentarza po stronie zachodniej i oddziela nekropolię od ul. Gliwickiej. Pierwsza budowla została zaprojektowana i zbudowana w 1874 roku według projektu Adolfa Goerke, członka tarnogórskiej gminy żydowskiej. Był to prosty, trójosiowy budynek o wymiarach 6,76 × 5,76 m wzniesiony z czerwonej cegły, kryty dwuspadowym dachem, z drewnianymi, dwuskrzydłowymi, łukowato zwieńczonymi bramami od strony szosy (od zachodu) i od strony cmentarza (od wschodu), po których obu stronach znajdowały się wąskie, łukowate okienka.
W 1894 roku dom rozebrano, a w jego miejscu wybudowano nowy, większy obiekt, według sporządzonego rok wcześniej projektu mistrza murarskiego, Johannesa (Jana) Kindlera. Nowy dom przedpogrzebowy to parterowy, dziewięcioosiowy budynek, również wzniesiony z czerwonej cegły, z elementami dekoracyjnymi wykonanymi z piaskowca. Jego szeroka, symetryczna fasada jest dodatkowo optycznie wydłużona dzięki jej połączeniu z murem otaczającym cmentarz.

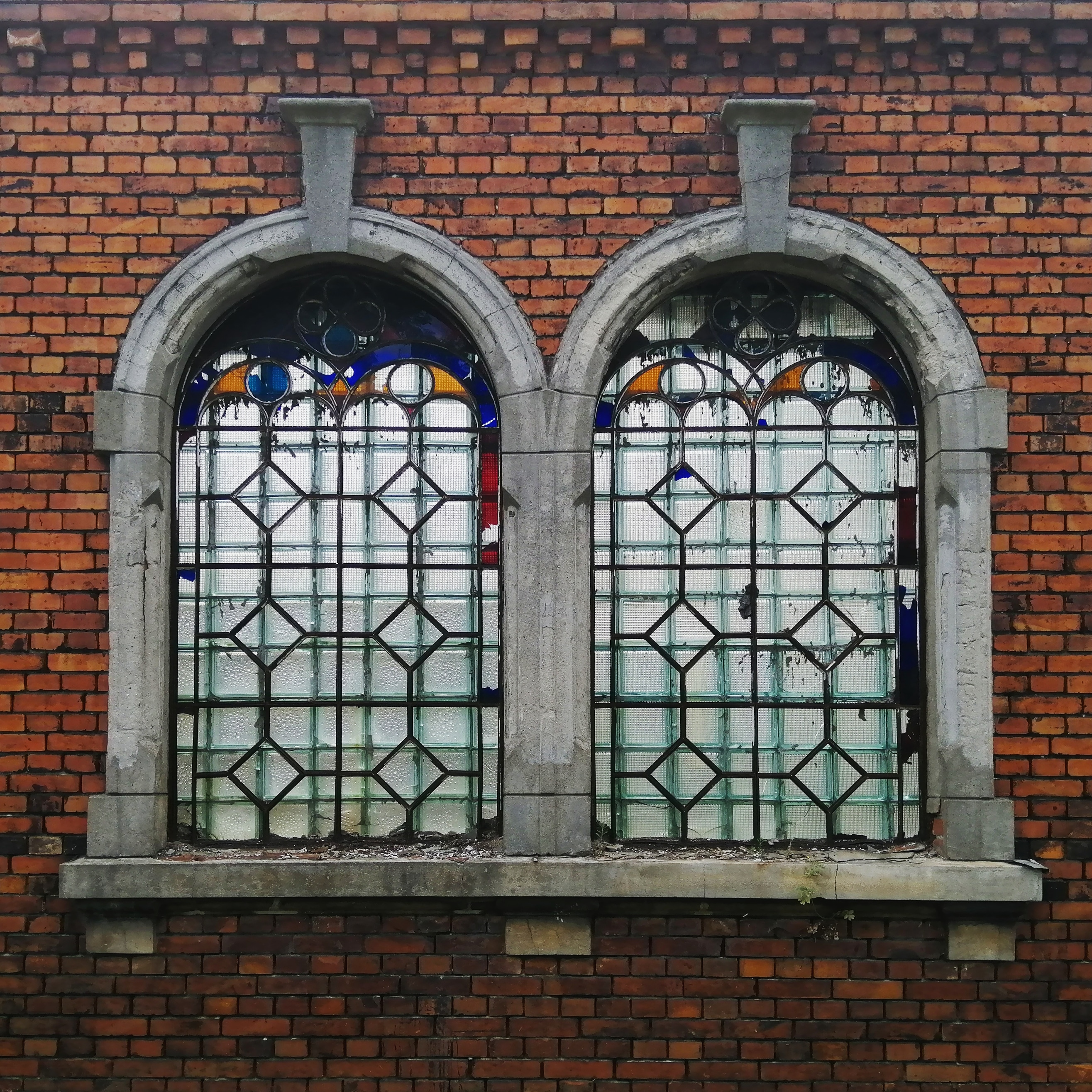
Okna z częściowo zachowanymi witrażami (2021)

Budynek składa się z trzech segmentów; w środkowym, który kryty był dwuspadowym dachem z ozdobnymi kominami, znajduje się sala o wymiarach 13,96 × 9,9 m, w której odbywały się uroczystości pogrzebowe. Prowadzą do niej dwie łukowato zwieńczone bramy z drewnianymi dwuskrzydłowymi drzwiami – od strony zachodniej i wschodniej. Nad wejściem od strony zachodniej znajduje się dekoracyjny trójkątny szczyt. Według projektu miały go wieńczyć sterczyny i akroterion, których jednak prawdopodobnie nigdy nie wykonano. Po obu stronach wejść znajdują się po dwa półkoliście zakończone okna w obramieniach ze zwornikami, pierwotnie wypełnione witrażami, które zachowały się jedynie częściowo, współcześnie wypełnione luksferami.
Boczne segmenty budynku – południowy i północny – są mniejsze, niższe i kryte dachami wielospadowymi (zachowanymi współcześnie). Segment południowy składa się z dwóch pomieszczeń, w których znajdowały się kostnica oraz sala do rytualnego obmywania zwłok (tahara). W segmencie północnym znajdowało się częściowo podpiwniczone mieszkanie dozorcy składające się z przedsionka, dwóch pokoi i kuchni. Oba boczne segmenty na swoich elewacjach wschodnich i zachodnich mają po dwa otwory okienne, a od ich bocznych stron prowadzą do nich wąskie drewniane wejścia. Na elewacji północnej znajduje się tablica z 1922 roku z tekstem modlitwy za zmarłych (kadisz) w języku hebrajskim.
Na północ od domu przedpogrzebowego kiedyś znajdowały się również małe budynki gospodarcze oraz wychodek.
Na temat pierwotnego wystroju wnętrza budynku i jego wyposażenia zachowało się niewiele informacji. Na ścianach w głównej sali modlitewnej zachowały się fragmenty polichromii odsłonięte przez odpadający tynk, przedstawiające gwiazdę Dawida, motywy architektoniczne oraz fragmenty tekstu z Księgi Psalmów (Ps 16, 10) w języku hebrajskim i niemieckim.

Żydowski dom przedpogrzebowy w Tarnowskich Górach (zdj. 2021)
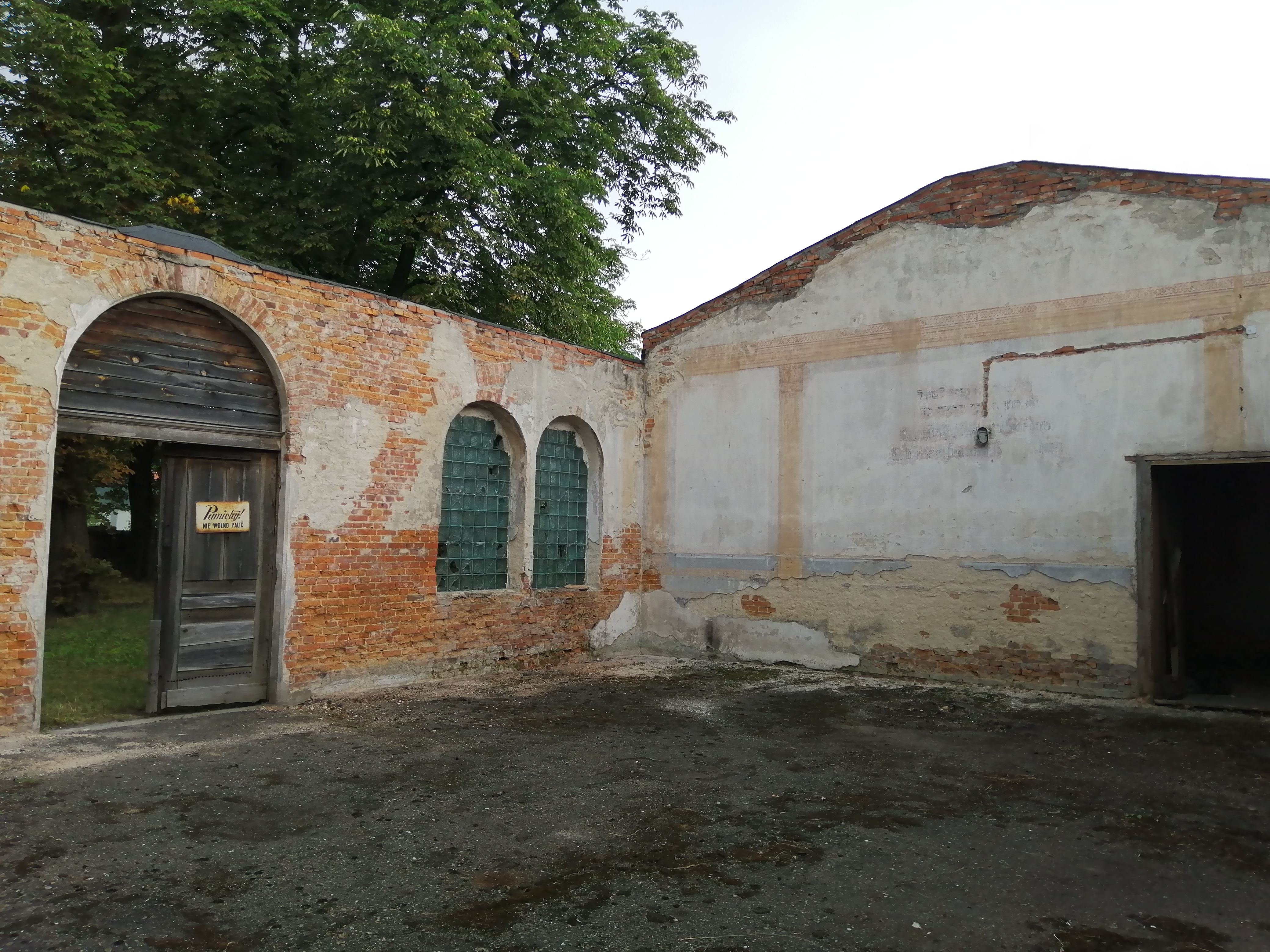
Wnętrze domu przedpogrzebowego
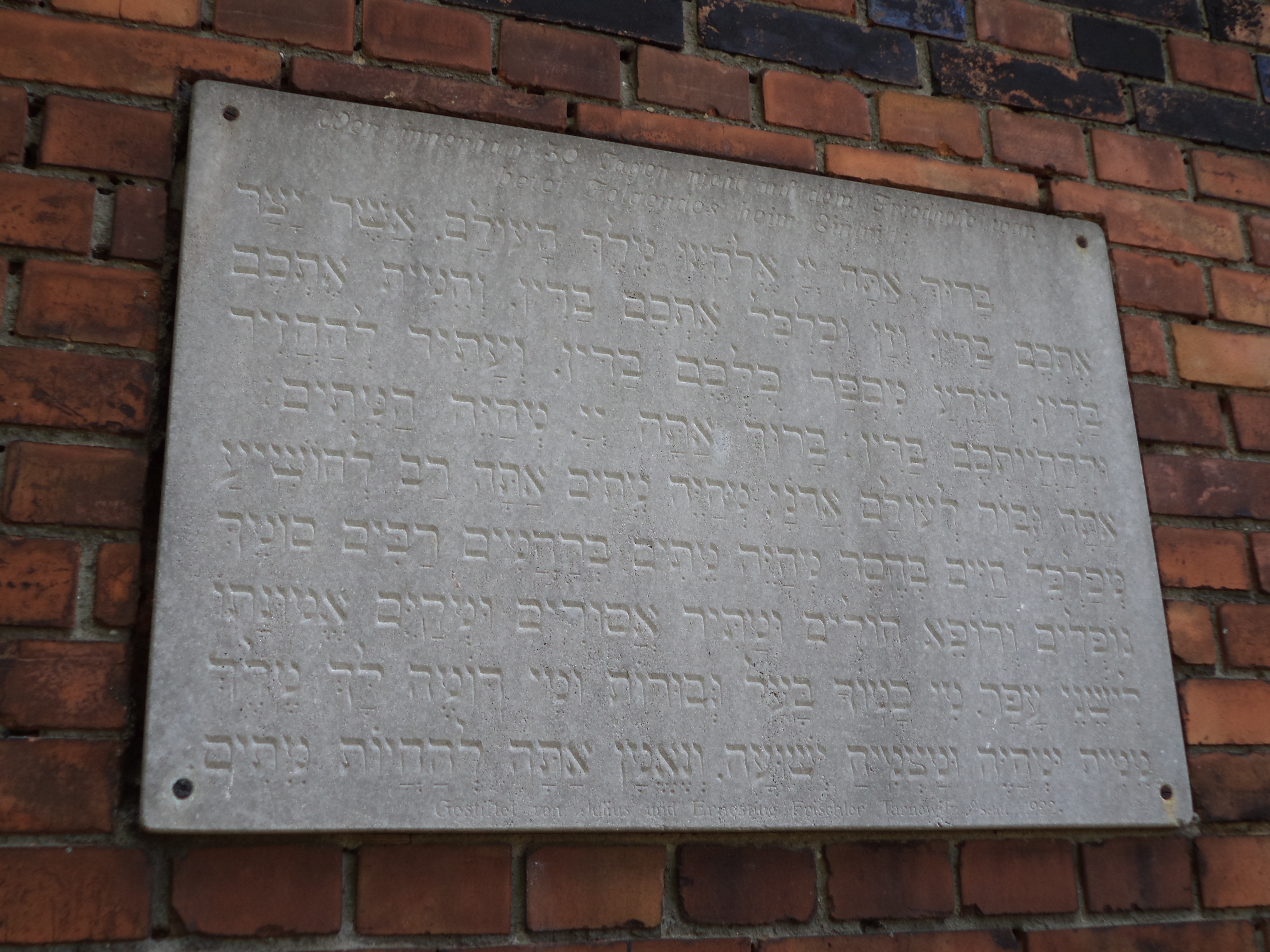
Tablica z tekstem kadiszu na elewacji północnej
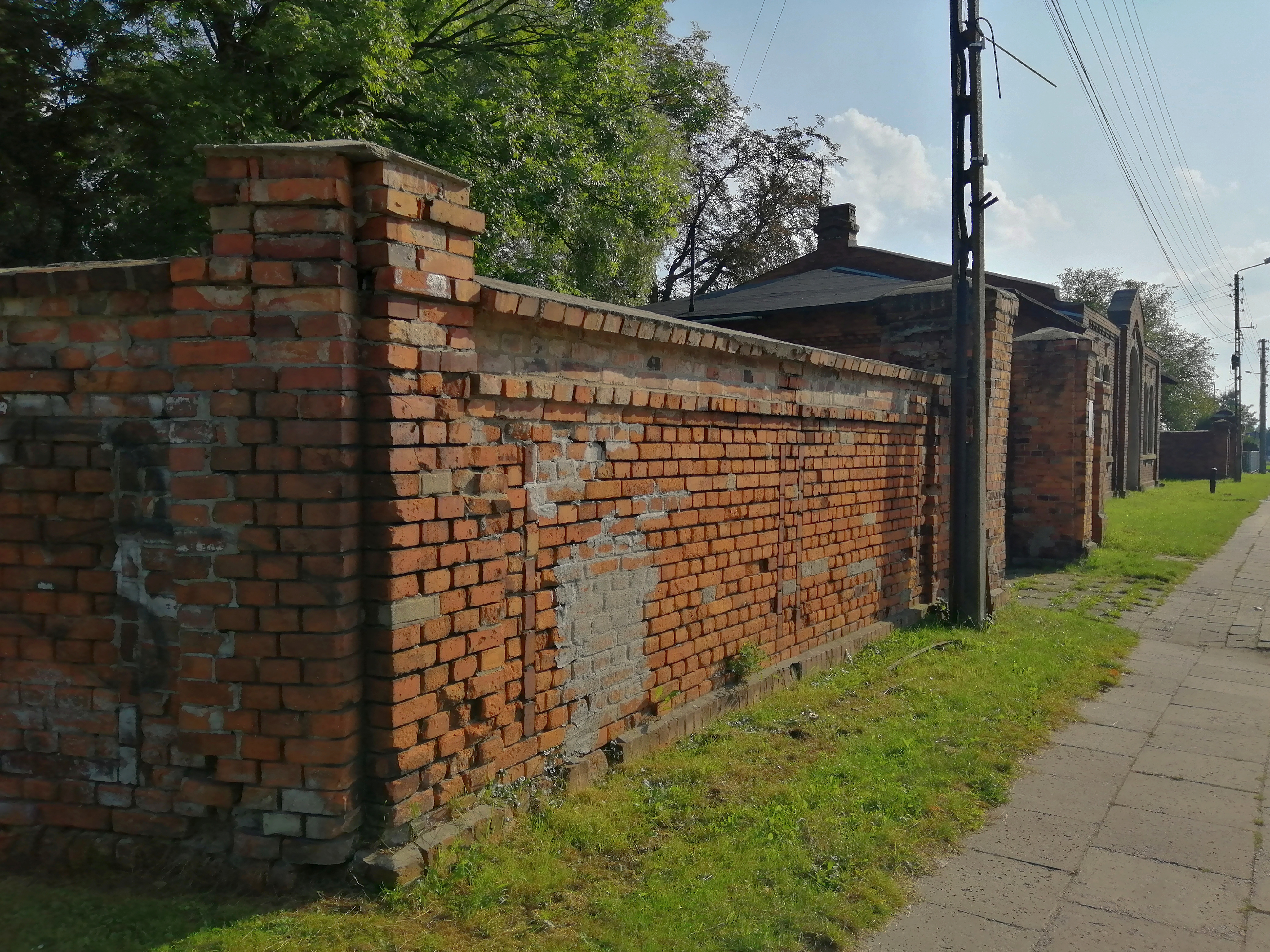
Fragment ogrodzenia cmentarza od strony ul. Gliwickiej